# مجتبی
مجتبی نامی برای پسران به معنای برگزیده و پسندیده است.
مجتبی می‌تواند به افراد زیر اشاره کند:
- حسن مجتبی فرزند علی بن ابیطالب، امام دوم شیعیان
- سید مجتبی خامنه‌ای فرزند سید علی خامنه‌ای
- مجتبی استکی نماینده دوره اول مجلس شورای اسلامی حوزه انتخابیه چهار محال و بختیاری (شهرکرد)
- مجتبی مینوی ادیب، مورخ و نویسنده نامدار ایرانی
- مجتبی جراحی آتش‌نشان فعال بخش امداد کوهستان در مرکز آتش‌نشانی تهران و کوهنورد، مفقود در کوهستان
- مجتبی تهرانی استاد مشهور اخلاق و مرجع تقلید ایرانی
- مجتبی میرزاده نوازنده ویلون، کمانچه، سه تار و آهنگساز کلاسیک، سنتی و پاپ
- مجتبی جباری بازیکن فوتبال اهل ایران
- سید مجتبی نواب صفوی طلبه و بنیان‌گذار فدائیان اسلام است
- مجتبی رحماندوست نویسنده و شاعر و برادر مصطفی رحماندوست
- مجتبی عابدینی شمشیر زن حاضر در المپیک ۲۰۱۲ لندن والمپیک ۲۰۱۶ ریودوژانیرو